# Thomas Wimbush
Thomas E'sean Shavez Wimbush II, né le 8 décembre 1993 à Lorain, Ohio, est un joueur américain de basket-ball évoluant au poste d'ailier fort.

## Biographie

### Carrière universitaire
Entre 2012 et 2017, il joue pour les Fighting Falcons (en) de l'université d'État de Fairmont.

### Carrière professionnelle

#### Nets de Long Island (2017-2019)
Le 22 juin 2017, automatiquement éligible à la draft NBA 2017, il n'est pas sélectionné.
Le 21 octobre 2017, il est sélectionné en 4e position de la draft 2017 de G-League par les Nets de Long Island.
Durant l'été 2018, il participe à la NBA Summer League de Las Vegas avec les Clippers de Los Angeles.
Le 22 octobre 2018, il poursuit une saison de plus avec les Nets de Long Island.
Durant l'été 2019, il participe à la NBA Summer League de Las Vegas avec les Hawks d'Atlanta.

#### MHP Riesen Ludwigsbourg (2019-2020)
Le 1er août 2019, il part en Europe où il signe avec le club allemand du MHP Riesen Ludwigsbourg.

#### Socar Petkimspor (2020-2021)
Durant l'été 2020, il part en Turquie où il signe avec le Socar Petkimspor (en).

#### Nanterre 92 (2021-2022)
Le 23 août 2021, Wimbush signe avec Nanterre 92.

## Statistiques
Gras = ses meilleures performances

### Universitaires
| Saison    | Équipe         | Matchs | Titul. | Min./m | % Tir | % 3pts | % LF | Rbds/m. | Pass/m. | Int/m. | Ctr/m. | Pts/m. |
| --------- | -------------- | ------ | ------ | ------ | ----- | ------ | ---- | ------- | ------- | ------ | ------ | ------ |
| 2012-2013 | Fairmont State | -      | -      | -      | -     | -      | -    | -       | -       | -      | -      | -      |
| 2013-2014 | Fairmont State | 30     | 25     | 28,7   | 54,5  | 27,3   | 73,0 | 5,93    | 1,10    | 0,90   | 0,63   | 14,57  |
| 2014-2015 | Fairmont State | 32     | 29     | 25,3   | 51,3  | 40,7   | 78,1 | 6,44    | 0,47    | 1,28   | 1,09   | 11,31  |
| 2015-2016 | Fairmont State | 30     | 30     | 23,3   | 48,9  | 36,2   | 78,1 | 5,60    | 1,47    | 0,67   | 0,53   | 11,03  |
| 2016-2017 | Fairmont State | 37     | 37     | 28,1   | 46,7  | 35,1   | 72,7 | 6,65    | 1,51    | 0,95   | 0,84   | 15,92  |
| Carrière  | Carrière       | 129    | 121    | 26,4   | 49,8  | 35,9   | 74,9 | 6,19    | 1,15    | 0,95   | 0,78   | 13,33  |